# Домбокский Успенский монастырь
Домбокский Свято-Успенский монастырь (укр. Домбоцький Свято-Успенський монастир) — женский монастырь Мукачевской епархии Украинской православной церкви (Московского Патриархата), расположенный в селе Домбоки Мукачевского района Закарпатской области.

## История
В Домбоках вблизи Мукачева в 1921 году Чехословацкое правительство основало сельскохозяйственную школу. Через восемь лет её закрыли, а многочисленные здания государство продало за 125 тысяч крон родителям православного священника протоиерея Иоанна Карбованца, служившего в соседнем селе. Приобретя это место, протоиерей Иоанн установил там православный крест. После этого он обратился в Мукачевское епархиальное управление Сербской православной церкви с письмом, в котором объявил о намерении подарить свою землю с постройками под православный монастырь.
11 апреля 1930 года архимандрит Алексий (Кабалюк) дал согласие на строительство православного монастыря Успения Божьей матери в селе Домбоки. 30 августа 1931 года епископ Иосиф (Цвийович) обратился к игуменьи Параскеве (Прокоп) из Липчанского монастыря. В письме он писал: «Прошу разрешить сёстрам, которые желают, перейти в Домбоки». В Домбоки решили перейти шесть сестёр, в том числе монахиня Евпраксия (Гричка), которая и стала настоятельницей монастыря. В конце 1932 года, в ходе работ по строительству храма, его увенчал купол в русском стиле.
Новая обитель имела материальные трудности, и проблематичным было строительство жилья для монахинь. В такой ситуации архимандрит Алексий обратиться за помощью к более обеспеченным приходам и общинам, при этом и сам пожертвовал своё имущество для благоустройства монастыря, духовником которого был до самой смерти. Протоиерей Всеволод Коломацкий изготовил документацию и возглавил перестройку. Иконостас вырезал известный мастер Иван Павлишинец из села Чоповцы и помощник Василий Лендел из села Ракошина, который впоследствии сам сделал малый алтарь для иконы Божьей Матери, а также вырезал крест.
В 1934 году в монастырь был назначен иеромонах Варлаам (Свинец). В 1936 году сёстры увеличили алтарь в церкви. Под руководством монахини Евпраксии и архимандрита Алексия монастырское хозяйство менялось и росло. При монастыре действовала швейная мастерская, в которой шили на заказ священнические облачения для православного духовенства.
В 1938 году из Иерусалима в монастырь привезли чудотворную икону Божьей Матери «Скоропослушница», которая была написана на Афоне.
Под руководством преподобного Алексия (Кабалюка) трудами сестёр укреплялось и росло монастырское хозяйство. К концу 1930-х годов здесь уже подвизалось около 25 сестёр. Кроме храма и жилых корпусов в монастыре были часовня, сад, конюшня, швейная мастерская, в которой шили священническую одежду. Община имела много скота, занимался сельским хозяйством. Зенита в своём развитии Домбокский женский монастырь достиг во времена Венгрии, когда игуменьей была назначена Феврония (Рацюк). Это произошло 18 июня 1942 года.
В 1944 году сёстры обители прятали 280 детей, попавших сюда из других мест Украины, Белоруссии, а также из России в основном из блокадного Ленинграда, от увоза на работы в Германию. Тем не менее, монашескую общину советская власть хотела закрыть уже после своего установления, и оборудовать в монастыре детский лагерь. Эти планы были отложены из-за сопротивления местного населения.
С 1957 года с началом хрущёвских гонений на Церковь, советская власть вновь стала инициировать закрытие монастыря в Домбоках, что и произошло в 1959 году, а сёстры были переведены в Мукачевский Свято-Николаевский женский монастырь, где они находились 32 года до возрождения в Домбоках монашеской обители. Церковь осквернили и превратили в кладовую, а домовой храм и храм Благовещения Богородицы разрушили. Монахинь расселили по другим закарпатским обителям. В самой же обители разместили школу-интернат, для целей которой была проведена реконструкция и приспособление помещений.
В 1990 году возник вопрос о возрождении монастыря, но, сначала, предстояло вернуть Церкви здания обители, где размещалась школа-интернат. После ходатайства представителей Мукачевской епархии к органам местной власти началась поэтапная частичная передача зданий. В том же 1990 году Успенскому монастырю передали: одноэтажный корпус, половину трёхэтажного корпуса, где ранее была церковь, и небольшой земельный участок. В конце года Священный синод Украинской православной церкви благословил открытие Домбокского монастыря, где весной 1991 года была совершена первая Божественная литургия.
Восстановление обители было трудным и продолжительным, ведь когда туда пришли монахини, который первоначально было трое, всё вокруг было в полуразрушенном состоянии. Нужен был капитальный ремонт, на который требовались большие средства. Монахини обращались за помощью к руководителям различных учреждений. Вскоре сёстрам для хозяйственных целей был выделен земельный участок. Тогда же было договорено о совместном функционировании на одной территории монастыря и интерната.
К 1993 году в Домбокской обители уже проживало 37 монахинь. Со временем восстановили соборную церковь Успения Пресвятой Богородицы (однако она примерно на 2 метра ниже, чем была), роспись которой была завершена в 2004 году.
В 2016 году был освящён ещё один домовой храм во имя преподобного Алексия Карпаторусского.

## Современное состояние
На 2017 год в Домбоках проживало порядка 30 монахинь и действовало три церкви: Успенская, Преображенская и домовая Алексеевская. В Успенском храме монастыря находятся две чудотворные иконы Пресвятой Богородицы: «Скоропослушница» и «Акафистная».
Ежегодно 12-13 июля из Ужгорода в Домбоки проходит крестный ход, посвящённый перенесению иконы «Скоропослушницы» на Закарпатье.
На сайте Свято-Георгиевского храма в Одессе даётся такое описание монастыря паломницами, посетившими его в 2016 году: «Переступив порог этой обители, мы сразу же попали в атмосферу покоя, любви, чуткости и ненавязчивого внимания со стороны её насельниц. Несмотря на преклонный возраст большинства из них, требующий тишины и размеренности, наше шумное появление совсем не коснулось их мирного настроя. Напротив и в храме, и в трапезной, и в бытовых комнатах — мы встречали только радушие, готовность помочь и ответить на любой вопрос. <…> В самом начале, наблюдая на службах за монахинями, мы никак не могли понять, кто же из этих матушек — настоятельница. И только, когда местный прихожанин подошёл к свечному ящику и взял благословение у монахини, продающей свечи, стало ясно, что это и есть игуменья».